# The Best of 25 Years
The Best of 25 Years – album Stinga, który celebruje 25-lecie jego solowej kariery.
Płyta osiągnęła w Polsce status potrójnie platynowej.

## Lista utworów

### Edycja jednopłytowa
Wydana 18 października 2011 roku, na terenie Ameryki Północnej oraz Europy.
1. „If You Love Somebody Set Them Free”
2. „We’ll Be Together”
3. „Fragile”
4. „All This Time”
5. „If I Ever Lose My Faith in You”
6. „Fields of Gold”
7. „Desert Rose”
8. „Whenever I Say Your Name”
9. „Never Coming Home”
10. „Message in a Bottle” (Live)
11. „Demolition Man” (Live)
12. „Heavy Cloud No Rain” (Live)

### Edycja dwupłytowa
Wersja 2CD została wydana 24 października 2011 roku
| CD 1. 1. „If You Love Somebody Set Them Free” 2. „Love Is the Seventh Wave” 3. „Moon Over Bourbon Street” 4. „Fortress Around Your Heart” 5. „Englishman in New York” 6. „They Dance Alone (Cueca Solo)” 7. „Fragile” 8. „We’ll Be Together” 9. „All This Time” 10. „Mad About You” 11. „Why Should I Cry for You?” 12. „The Soul Cages” 13. „If I Ever Lose My Faith in You” 14. „Fields of Gold” 15. „Seven Days” 16. „Shape of My Heart” | CD 2. 1. „When We Dance” 2. „I Was Brought to My Senses” 3. „You Still Touch Me” 4. „I’m So Happy I Can’t Stop Crying” 5. „Desert Rose” 6. „Brand New Day” 7. „Send Your Love” (Dave Aude Remix) 8. „Whenever I Say Your Name” 9. „Stolen Car (Take Me Dancing)” 10. „The End of the Game” 11. „Never Coming Home” 12. „Russians” (Live) 13. „Message in a Bottle” (Live) 14. „Demolition Man” (Live) 15. „Heavy Cloud No Rain” (Live) |